# 武康大学
穆尔西亚圣安东尼奥天主教大学（西班牙語：Universidad Católica San Antonio de Murcia），又称穆尔西亚天主教大学（西班牙語：Universidad Católica de Murcia），缩写UCAM），官方中文译名武康大学，是西班牙的一所综合性大学。校本部位于西班牙西南部的穆尔西亚。西班牙私立大學IMOP排名第一的名校，U-MULTIRANK工商管理在西班牙綜合排名第四；泰晤士歐洲大學排名151位，强项为体育专业，商科和心理學。世界大學排名也反映了UCAM的國際化能力。在教學質素方面，根據英國《泰晤士高等教育》（TimesHigher Education，簡稱THE）2019年歐洲教學排名，UCAM成為歐洲第十大大學。

## 历史
1978年，教宗若望-保祿二世颁布了《教廷宪法》，其中第3.3条允许平信徒建立天主教大学。在Ex Corde Ecclesiae之前，只有神职人员和宗教人士，以及地区主教会议和宗教协会等附属机构，才根据教会法被授权在罗马天主教会的赞助下建立高等教育机构。该文件反映了梵蒂冈第二届大公会议的指示，该指示呼吁增加平信徒对教会礼仪和行政生活的参与。
UCAM是创始人兼校长何塞·路易斯·门多萨·佩雷斯（José Luis MendozaPérez）的心血结晶，是第一所在第3.3条提出的新条件下建立的此类大学。门多萨是宗座家庭委员会的成员和14个孩子的父亲，担任该大学的校长。在1996年成立时，UCAM拥有约600名学生。截至2012年其人口已扩大到16，000多人。

## 特色
知名体育队伍包括：武康穆尔西亚篮球俱乐部（西班牙篮球甲级联赛）；武康穆尔西亚足球俱乐部（西班牙足球乙级联赛）。
知名校友包括2016年奥运会奖牌得主米芮亞·貝蒙特·加西亞、大卫·卡尔和梅拉尼亚·科斯塔等知名运动员。